# Colón (kommun i Mexiko, Querétaro Arteaga, lat 20,73, long -100,08)
Colón är en kommun i Mexiko.   Den ligger i delstaten Querétaro Arteaga, i den centrala delen av landet, 170 km nordväst om huvudstaden Mexico City.
Följande samhällen finns i Colón:
- Colón
- Ajuchitlán
- Purísima de Cubos
- Los Benitos
- México Lindo
- Las Cenizas
- Los Quiotes
- San Francisco
- El Nuevo Rumbo
- Palmas
- Puerto del Coyote
- Nuevo Progreso
- Nuevo Álamos
- Santa María de Guadalupe